# Piaskowiec (województwo warmińsko-mazurskie)
Piaskowiec (niem. Sandenberg) – wieś w Polsce położona w województwie warmińsko-mazurskim, w powiecie kętrzyńskim, w gminie Korsze. Wieś jest siedzibą sołectwa, do którego wchodzą jeszcze: Nunkajmy.
| SIMC    | Nazwa    | Rodzaj     |
| ------- | -------- | ---------- |
| 0478670 | Kałmy    | przysiółek |
| 0478865 | Nunkajmy | przysiółek |

W latach 1975–1998 miejscowość położona była w województwie olsztyńskim.